# Esther Baron
Esther Baron (6 de febrero de 1987) es una deportista francesa que compitió en natación, especialista en el estilo espalda.
Ganó una medalla de oro en el Campeonato Europeo de Natación de 2006 y dos medallas en el Campeonato Europeo de Natación en Piscina Corta, oro en 2006 y plata en 2007.

## Palmarés internacional
| Campeonato Europeo                  | Campeonato Europeo   | Campeonato Europeo | Campeonato Europeo |
| Año                                 | Lugar                | Medalla            | Prueba             |
| ----------------------------------- | -------------------- | ------------------ | ------------------ |
| 2006                                | Budapest (Hungría)   | Medalla de oro     | 200 m espalda      |
| Campeonato Europeo en Piscina Corta |                      |                    |                    |
| Año                                 | Lugar                | Medalla            | Prueba             |
| 2006                                | Helsinki (Finlandia) | Medalla de oro     | 200 m espalda      |
| 2007                                | Debrecen (Hungría)   | Medalla de plata   | 200 m espalda      |